# Scituloglaucytes argentea
Scituloglaucytes argentea là một loài bọ cánh cứng trong họ Cerambycidae.